# Gaj I
Gaj I – dawny zaścianek. Tereny, na których był położony, leżą obecnie na Litwie, w okręgu uciańskim, w rejonie wisagińskim.

## Historia
W czasach zaborów  w granicach Imperium Rosyjskiego.
W latach 1921–1945 zaścianek leżał w Polsce, w województwie nowogródzkim (od 1926 w województwie wileńskim), w powiecie brasławskim, w gminie Rymszany.
Powszechny Spis Ludności z 1921 roku nie podał danych dotyczących miejscowości. W 1931 w 3 domach zamieszkiwało 15 osób.
Wierni należeli do parafii rzymskokatolickiej w Rymszanach. Miejscowość podlegała pod Sąd Grodzki w m. Turmont i Okręgowy w Wilnie; właściwy urząd pocztowy mieścił się w Rymszanach.